# Karl Björling
För andra betydelser, se Carl Björling.
Karl Björling, född 21 januari 1910, död 12 oktober 1976, var en svensk agronom (växtpatolog), son till med dr Henning Björling och Evy Hedenbergh. Han var brorson till Carl Georg Björling, och svåger med Enar A. Werner.
Han disputerade 1942 vid Lunds universitet och var senare professor i växtpatologi vid Lantbrukshögskolan i Uppsala. Han blev 1974 ledamot av Vetenskapsakademien.